# 東洋女子高等学校
東洋女子高等学校（とうようじょしこうとうがっこう）は、東京都文京区千石三丁目に所在する私立高等学校。
東洋大学・東洋学園大学（旧東洋女子短期大学）とは無関係。

## 沿革
- 1905年 - 村上専精が東洋女学校として創立
- 1926年 - 制服変更（和服から洋服へ）
- 1990年 - 制服変更
- 2004年 - 制服変更
- 2019年 - 制服変更

## 部活動
| - バドミントン部 - バレーボール部 - ダンス部 - 硬式テニス部 - ソフトテニス部 - 剣道同好会 - 卓球同好会 - チアリーディング部 - ソフトボール部 | - 吹奏楽部 - 音楽部 - 軽音楽部 - 箏曲部 - 華道部 - 茶道部 - 煎茶部 - 演劇部 - 調理部 - 美術部 |  |

## 制服
- 冬服　ブレザー
- 夏服　セーラー服

## 主な出身者
- オリエ津阪（女優）
- 北城真記子（女優、※中退）
- 清川玉枝（女優）
- 近藤富枝（作家、エッセイスト）
- 新山真弓（女優）
- 中原綾子（歌人）
- 松谷みよ子（児童文学作家）
- 三崎千恵子（女優）

## 交通
- JR山手線・都営地下鉄三田線 巣鴨駅南口より徒歩7分[1]